# Чёрный краб (фильм)
«Чёрный краб» (швед. Svart krabba) — художественный фильм режиссёра Адама Берга. В главной роли выступила Нуми Рапас. Картина вышла 18 марта 2022 года на стриминговом сервисе Netflix.

## Сюжет
Швеция, недалёкое будущее. Уже 5 лет, как бушует Гражданская война, страна разорена и переполнена голодными беженцами, а каждая приходящая зима становится холоднее предыдущей. Сторона конфликта, которую представляет героиня фильма Каролина Эд, бывшая чемпионка страны по конькобежному спорту, уже стоит на грани поражения, их опорные пункты и базы быстро захватывает противник. Чтобы как-то повлиять на благоприятный исход войны, полковник Раад доводит до Каролины и специально отобранных бойцов приказ о секретной операции «Чёрный краб» — в составе команды из шести солдат, умеющих хорошо кататься на коньках, Каролине нужно донести по льду пару таинственных капсул на другую сторону архипелага до секретной базы на острове Ödö.
Её единственная мотивация — это увидеть дочь, с которой её случайно разлучили в первые дни войны. Полковник лично сообщает Каролине, что её дочь найдена и ждёт мать в безопасности, на острове Ödö. В тылу противника, среди холода и зимней тьмы, на коньках по тонкому льду морской поверхности, Каролина Эд должна преодолеть сотни километров, чтобы добиться своей личной цели и повернуть ход войны.

## В ролях
- Нуми Рапас — Каролина Эд
- Давид Денсик — полковник Раад
- Aliette Opheim — капитан Форсберг
- Якоб Офтебро — лейтенант Нилунд
- Ардалан Эсмаили — Карими
- Дар Салим — Малик
- Эрик Энге — снайпер Гранвик
- Susan Taslimi — адмирал Нордх

## Релиз
Премьера фильма состоялась 18 марта 2022 года на стриминговой платформе Netflix.